# اس‌تی‌اس-۴۳
اس‌تی‌اس-۴۳ (انگلیسی: STS-43) یکی از ماموریت‌های برنامه شاتل‌های فضایی بود که در تاریخ ۲ آگوست ۱۹۹۱ از پایگاه فضایی کندی به فضا پرتاب شد. این ماموریت ۹ روزه توسط شاتل آتلانتیس انجام گرفت و هدف اصلی آن ارسال ماهواره TDRS-5 از سری ماهواره های ماهواره ردیابی و بازپخش داده‌ها به فضا بود.